# Anko (keizer)
Keizer Ankō (安康天皇, Ankō-tennō) was de 20e keizer van Japan, volgens de traditionele opvolgingsvolgorde.
Er is geen concrete informatie bekend over zijn leven en zijn regeerperiode. Vermoedelijk is hij geboren in 401, en was keizer van 453 tot 456.
Volgens Kojiki en Nihonshoki was Ankō de tweede zoon van keizer Ingyo. Zijn oudere broer, Kinashikaru no Miko (Prins Kinashikaru), was eigenlijk de kroonprins, maar raakte uit de gratie aan het hof door een relatie met zijn halfzus Karu no Iratsume. Na een mislukte poging om Ankō van de troon te stoten werden Kinashikaru en Karu verbannen, en pleegden zelfmoord.
Ankō werd in het derde jaar van zijn regeerperiode vermoord door Mayowa no Ōkimi (Prins Mayowa), als wraak voor zijn executie van Mayowa's vader.
* Regent Jingu staat niet op de traditionele lijst.